# 馮德麟
冯德麟（1867年—1926年8月11日），原名玉麟，字麟閣、閣臣，盛京将軍管轄区奉天府海城县人，清末民初军事将领。

## 生平
冯德麟早年为馬賊首領，是張作霖等人的前輩。1900年（光緒26年），俄軍侵略中国東北，馮德麟率部抵抗，遭俄軍逮捕。此后他被关押在西伯利亚的監獄，后越狱出逃。
1902年（光緒28年），馮德麟参加金寿山組織的满洲義勇軍。1904年（光緒30年）又参加日本募集的「東亚忠義軍」，在日俄战争的遼陽会战（首山战役）中同俄军作战立下军功。战後，冯德麟加入清朝的正規軍，成为趙爾巽的部下。後来，冯德麟升任奉天巡防营左路統領。
中華民国成立後，馮德麟任陆军第28師師長，获授陸軍中将。其时，冯德麟驻扎北鎮，对勢力逐渐扩大的第27師師長張作霖保持警惕。后来，为对抗奉天将軍段芝貴，冯德麟、張作霖携手合作，1916年（民国5年）段芝貴遭到驱逐。此后，冯德麟对掌握奉天权力的张作霖更加反感，双方矛盾加剧。
1917年（民国6年）7月，冯德麟响应張勳發起的復辟，曾到北京，后于天津被捕。15日，冯德麟、雷震春和张镇芳同被褫夺官职，以叛国罪送交法庭。張作霖出乎意料地，非但沒有落井下石，反而以奉軍全體軍官的名義請求北洋政府釋放馮德麟，段祺瑞批示：「有雨亭俠肝義膽，准予釋放。」張作霖任命冯德麟为三陵督統、東三省巡閲使署軍事顧問。但是，冯德麟失去对第28師的指挥权，此后逐步淡出军事及政治舞台。
1920年（民国9年）10月，冯德麟被任命为盛京副都統兼金州副都統。1924年（民国13年）引退。此後冯德麟寓居遼西北鎮。
1926年（民国15年）8月11日，冯德麟逝世。享年60岁。

## 家庭
长子馮庸